# Gabriela Matečná
Gabriela Matečná, rozená Baranová (* 28. listopadu 1964, Poprad) je slovenská agronomka a manažerka. Mezi lety 2016 a 2020 působila jako ministryně zemědělství a rozvoje venkova Slovenské republiky. V září 2017 byla krátce pověřena vedením ministerstva školství.

## Profesní kariéra
Matečná vystudovala fytotechniku na Agronomické fakultě Slovenské zemědělské univerzity v Nitře. Pracovala ve Výzkumném ústavu agroekologie v Michalovcích jako poradkyně pro agroekologii.

## Politická kariéra

### Slovenský pozemkový fond
V roce 2008 pracovala na Slovenském pozemkovém fondu jako vedoucí odboru převodu a pronájmu. Od března pracovala na pozici vedoucí referátu tvorby cen a verifikace. V dubnu 2012 byla jako nominantka strany SMER – sociálna demokracia jmenována generální ředitelkou Slovenského pozemkového fondu.

### Ministryně zemědělství arozvoje venkova
Matečná byla nominantkou Slovenské národní strany. Dne 23. března 2016 byla jmenována do funkce ministryně zemědělství a rozvoje venkova, v níž působila do března 2020, kdy ji nahradil Ján Mičovský.

### Pověřená ministryně školství
Po demisi Petera Plavčana (nominant Slovenské národní strany) z funkce pověřil prezident od 1. září 2017 Matečnou dočasným výkonem funkce ministryně školství. Vykonávala tak dvě ministerské funkce současně.
9. června 2018 se stala členkou Slovenské národní strany.